# Fresenhaus

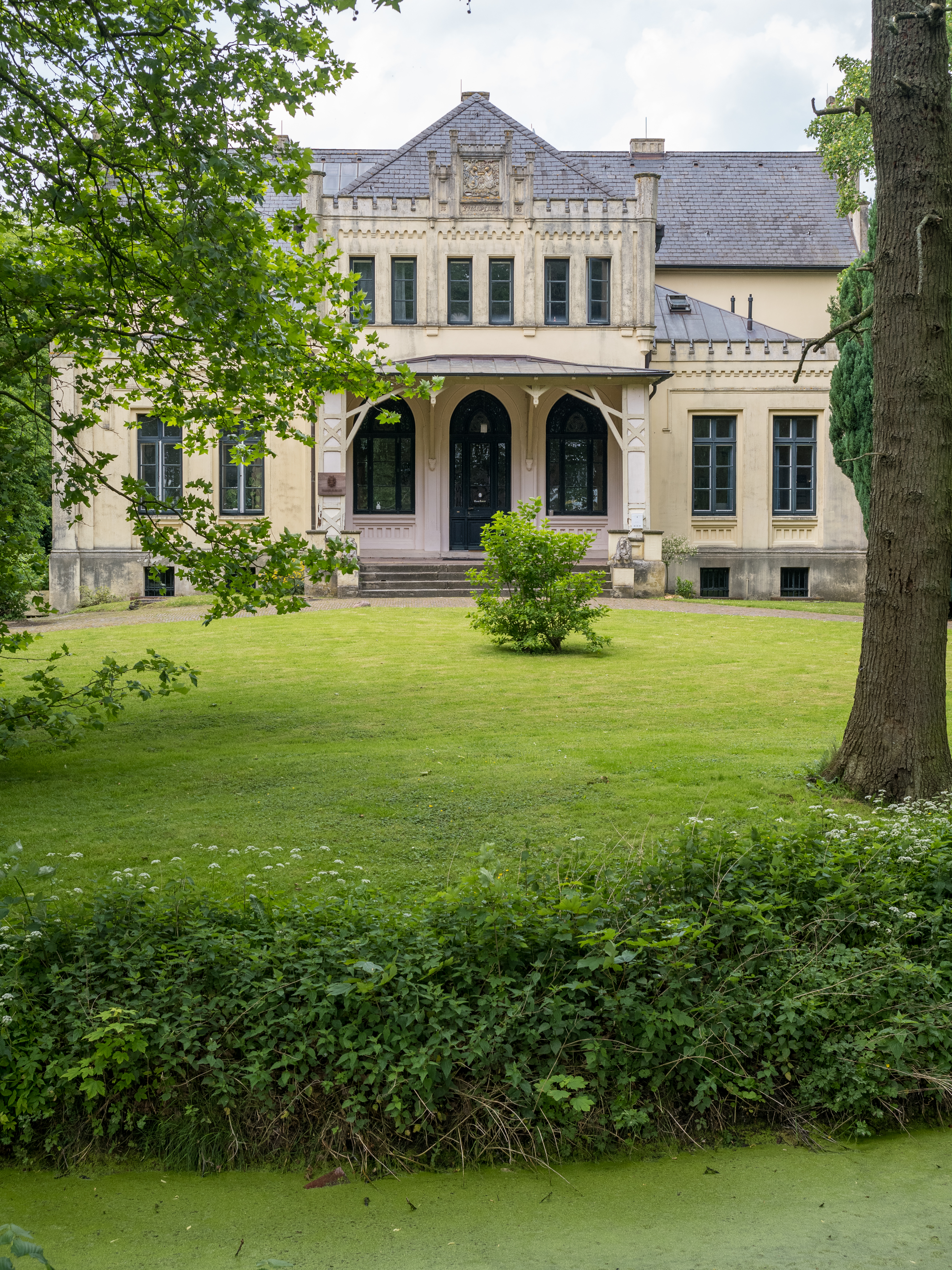
Fresen-Haus von 1859

Das Fresenhaus steht im Loppersum, einem Ortsteil der Gemeinde Hinte in Ostfriesland in Niedersachsen. Benannt ist es nach der Familie Frese, in deren Besitz sich noch heute die nahe gelegene Burg Hinta befindet. Das Fresenhaus entstand im Jahre 1859 als Spätwerk nach Plänen des hannoverschen Hofbaumeisters Georg Ludwig Friedrich Laves. Es ist von einem 12.000 Quadratmeter großen spätromantischen Park umgeben, der vermutlich von einem niederländischen Gartenkünstler entworfen wurde.

## Geschichte

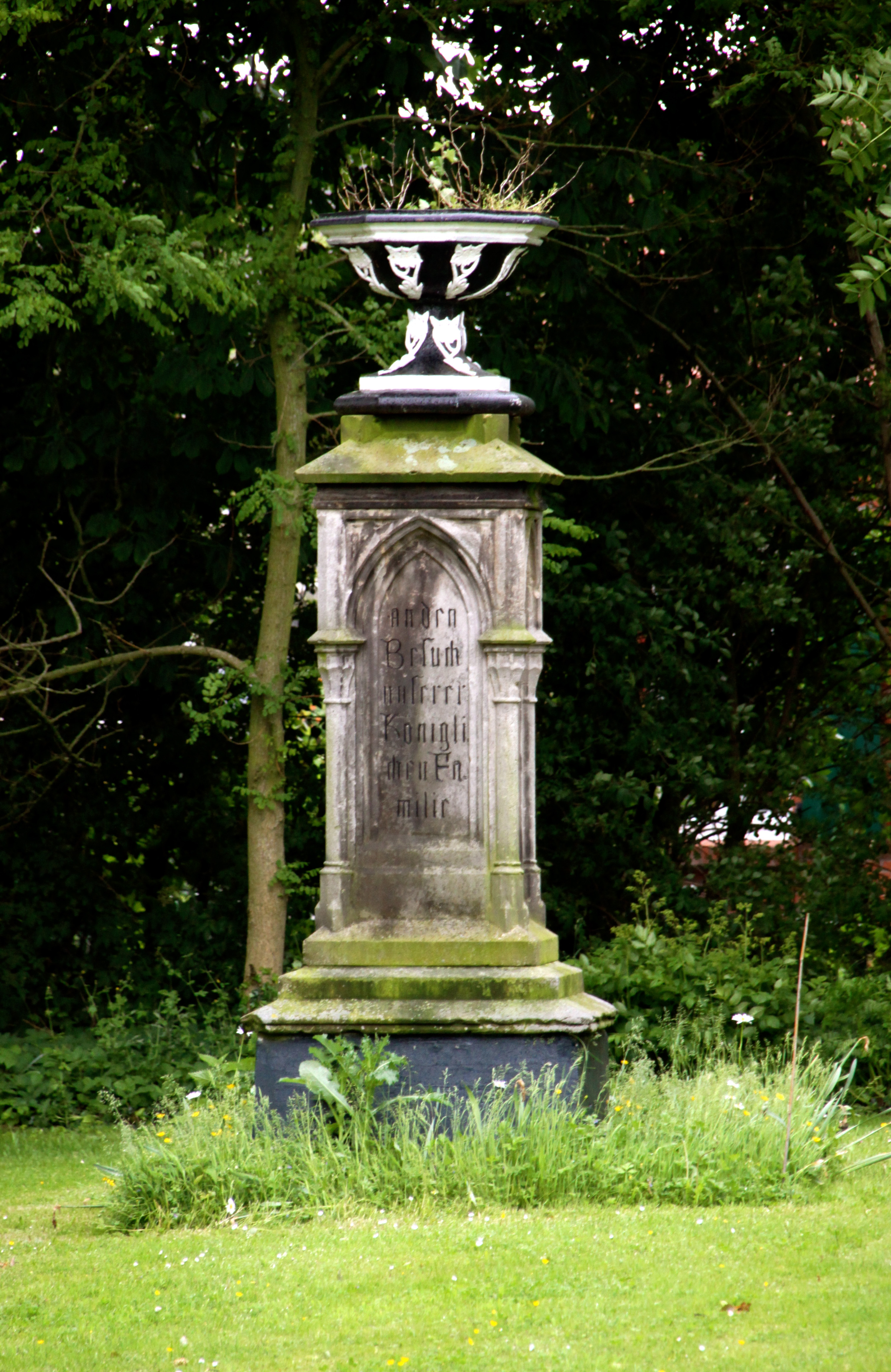
Denkmal zur Erinnerung an den Besuch Georg V.

Das Fresenhaus steht an der Stelle einer alten, möglicherweise bereits 1381 erwähnten Burg. Gesichert ist hingegen, dass das Areal im Jahr 1453 im Besitz des Ritters Abeko I. Wiardsna von Loppersum (genannt Beninga) war, der dort in diesem Jahr auf alten Fundamenten eine neue „Hohe Burg“ errichten. Spätere Besitzer der Anlage waren die Familien vom Bruick, von Diepenbrock, von Wersabe, von dem Appelle sowie von Westendorf. Letztere ließ im Jahr 1776 die alte Burg bis auf Teile des Kellers abtragen und an gleicher Stelle eine neue errichten. Anschließend war die Familie von Osten Eigner des Gemäuers, das schließlich in den Besitz des Generalmajors Friedrich Christian Ernst von Frese (1802–1875) gelangte. Dieser ließ die vorhandene Burg im Jahre 1859 erneut abtragen und durch ein Landhaus im neogotischen Stil ersetzen. Den schon vorhandenen Park ließ er 1859 in Anlehnung an den englischen Burgenstil wohl von einem niederländischen Gartenkünstler umgestalten und nach Norden erweitern. Zur Burg gehört auch ein älteres Schatthaus, das zwischen 1536 und 1567 erneuert wurde. Friedrich Christian Ernst von Frese ließ es abreißen und als Gulfhaus neu errichten.
Auf seiner Fahrt von seiner Sommerresidenz Norderney nach Emden übernachtete König Georg V. am 24. August 1861 im Loppersumer Herrenhaus, dem er bei dieser Gelegenheit den Namen Fresenhaus verlieh. Ein gegenüber der Einfahrt aufgestellter Gedenkstein erinnert an dieses Ereignis.
In der Zeit des Nationalsozialismus richteten die damaligen Machthaber in dem Gebäude ein Landjahrlager ein, welches sie 1941 wegen der zunehmenden Luftangriffe auf Emden während des Zweiten Weltkrieges wieder auflösten. In den Jahren 1997 bis 1999 ist die Burg restauriert worden. Im Jahre 2003 kaufte eine Gesellschaft die Burg. Sie vermietet seither die als Wohnungen und Büros genutzten Räumlichkeiten.